# Силіціювання
Силіціювання (англ. siliconizing) — вид хіміко-термічної обробки, що полягає у високотемпературному (950…1100 °C) дифузійному насиченні кремнієм поверхневого шару металу або сплаву.

## Застосування
Силіціювання застосовується переважно як засіб захисту тугоплавких металів (W, Mo, Ta, Ti та ін.) від окиснення, а також як засіб підвищення зносостійкості, жаротривкості та корозійної стійкості сталей. Стійкість до окиснення обумовлюється утворенням при силіціюванні щільних дифузійних «самозаліковуваних» силіцидних покриттів (WSi2, MoSi2 та ін.) При силіціюванні заліза і сталі у поверхневих шарах утворюється α-фаза (твердий розчин Si в α-залізі), а інколи дифузійний шар складається з двох фаз: на поверхні — з впорядкованої ά-фази (Fe3Si) а глибше глибше — з α-фази. Силіціювання надає сталі високої корозійної стійкості в морській воді, в азотній, сірчаній та соляній кислотах і дещо збільшує жаротривкість (до 800…1000 °C) та стійкість проти зносу (не зважаючи на низьку твердість 200…300 HV, силіційований шар набуває високої зносостійкості після просочування мастилом за температур 170…200 °C).
Силіціюванню піддають деталі, що використовуються в обладнанні хімічної, паперової і нафтової промисловості (валики насосів, трубопроводи, арматура, гайки, болти і т. д.).

## Способи силіціювання
Силіціювання здійснюють в порошкових сумішах, газовому середовищі і рідких середовищах як електролізним, так і безелектролізним методом.

### Порошкове силіціювання
Силіціювання в порошках (англ. powder siliconizing) — силіціювання, при якому насичення кремнієм поверхневих шарів металу або сплаву відбувається з порошку, у який входять кремнійовмісні речовини (Si, Fe-Si, SiC тощо), а також, 80-90 % «інертних» добавок: Al2О3, MgO, подрібненого шамоту та ін. Активатором служать галогеніди (0,5…5,0 %): NH4Cl, NH4J, NH4F, NaF, KF та ін. Тугоплавкі метали, що легко окиснюються часто піддають силіціюванню у вакуумі із засипанням Si-порошком при температурі 1200°С. При вакуумному силіціюванні сталевих виробів їх засипають сумішшю кремнієвих і алюмінієвих порошків із співвідношенням 1:1 (за об'ємом) для уникнення оплавлення поверхневих шарів.

### Газове силіціювання
Газове силіціювання (англ. gas siliconizing) — силіціювання, при якому поверхневі шари насичуються з газового середовища, котре містить Si. Для газового силіціювання сталі компонентами суміші служать Fe-Si і 12 % NH4Cl; часто використовують також SiO4 и SiH4.

### Рідинне силіціювання
Рідинне силіціювання (англ. fluid siliconizing) — силіціювання з електролізом чи без нього у розплавах силікатів лужних металів при 900…1100 °C. При електролізному силіціюванні до розплавів силікатів лужних металів часто додають хлориди і фториди лужних і лужноземельних металів (для підвищення плинності силікатів), а при безелектролізному силіціюванні — кристалічні Si, Fe-Si, SiC та інші активні відновники.